# Airline
Airline er en britisk tv-serie produceret af Yorkshire Television for ITV Network i 1982. Roy Marsden spiller piloten Jack Ruskin, der efter sin hjemsendelse i slutningen af 2. Verdenskrig, etablerer sin egen luftfarts-virksomhed. Airline-serien blev skabt af Wilfred Greatorex og strakte sig over 9 afsnit sendt i januar og februar 1982 og genudsendt i sommeren 1984. I de øvrige roller ses Polly Hemingway, Richard Heffer, Nicholas Bond-Owen, Sean Scanlan og Terence Rigby, mens man i gæsteroller kan se Anthony Valentine og Walter Gotell (kendt som KGB-generalen Gogol i flere James Bond-film fra koldkrigsæraen).

## Produktionen
Det meste af Airline blev filmet på den tidligere royal air force-bases område i RAF Rufforth i Yorkshire, på den tidligere flyveplads Duxford Aerodrome i Cambridgeshire og på Malta i Middelhavet. Flyene der anvendtes i optagelserne, blev styret af Aces High Company, som klargjorde to C-47/DC-3-fly til serien: ”G-AGIV”/”Alice” (forhenv. USAAF- og Spanish Air Force- C-47A G-BHUB, der nu kan ses på Imperial War Museum Duxford i England, malet med den oprindelige label ”W7”/43-15509) – som indeholder en efterkrigstids ”drop-down-fly-dør” – og den berømte C-47A G-DAKS, der før i tiden blev brugt af Royal Air Force og havde en forlænget ”næse” oprindeligt brugt til at teste en Ferranti/Marconi-radar i English Electric Lightning. RAF havde sat denne flytype på pension og sendt den med transportfærge til RAFs brandøvelsescenter, men den blev reddet i sidste øjeblik af Mike Woodlet fra Aces High Company, der købte den af det britiske forsvarsministerium. Aces Highs ledende flyingeniør skiftede flyets næse ud undervejs for at få den til at fremstå som seriens ”G-AGHY”/”Vera Lynn”. Produktionsselskabet lejede ligeledes en Auster og en North American Harvard af nogle private ejere samt nogle parkerede DC-3-fly på Malta, der blev brugt til at vise Berlins luftbro i tv-seriens afsluttende afsnit.

## Senere begivenheder
Selvom Airlines producenter havde forventet en lang serie-føljeton, der skulle strække sig op til nutiden (dengang 1982-84), endte tv-serien i sidste ende med at blive stærkt forkortet. Wilfred Greatorex modsatte sig seriens redigeringsmetode, da han opdagede, at Yorkshire Television uden godkendelse, var gået i gang med at redigere manuskriptet på egen hånd. Konflikten betød, at der kun blev lavet 9 afsnit i alt, alle til 1982. En 2. sæson af Airline var planlagt til at blive filmet i 1983, og Aces High havde indkøbt en ekstra flyvemaskine til optagelserne (bl.a. en Lockheed Constellation, der nu kan ses på Science Museum at Wroughton), men uenigheder resulterede i, at serien brat blev afsluttet af Yorkshire Television. Aces High flyttede derefter deres flyvemaskiner fra North Weald flyveplads til Essex, hvor de som nævnt kan ses i dag.
I 1987 kunne man se Airlines skuespillere (i deres roller som tv-seriens hovedpersoner) reklamere for opkøb af aktier i British Airports Authority (nu Heathrow Airport Holdings). Wilfred Greatorex var uvidende om reklamerne, indtil han så dem på tv, og han lagde straks sag an mod reklamebureauet for overtrædelse af ophavsrettighederne.
C47a G-DAKS har været på tv flere gange I begyndelsen af det 21. århundrede, bl.a. i BBCs Top Gear-udsendelser, hvor flyet normalt er parkeret ved siden af et Boeing 747-fly bag Top-Gears egen racerbane. Bilprogrammets tv-studier findes ved Dunsfold Park Aerodrome, der i dag rummer Aces Highs hovedkvarter, efter de flyttede fra North Weald tidligt i 00’erne. G-DAKS-flyet bliver fortsat ofte brugt i tv- og film; nu registreret i USA som en N147DC.

## Udgivelse på dvd
Airline er udkommet på dvd i Storbritannien. Serien indeholder følgende afsnit:
- 1 – Look After Number One – sendt første gang 3. januar 1982
- 2 – Brave New World – sendt første gang 10. januar 1982
- 3 – Conscience – sendt første gang 17. januar 1982
- 4 – Touch and Go – sendt første gang 24. januar 1982
- 5 – Fools’ Errands – sendt første gang 31. januar 1982
- 6 – Captain Clarke Plus One – sendt første gang 7. februar 1982
- 7 – Not Much of a Life – sendt første gang 14. februar 1982
- 8 – Officers and Gentlemen – sendt første gang 21. februar 1982
- 9 – Too Many Promises – sendt første gang 28. februar 1982